# Элбоу-Лейк (город, Миннесота)
Элбоу-Лейк (англ. Elbow Lake) — город в штате Миннесота (США). Административный центр округа Грант. В 2020 году в городе проживали 1276 человека.
Элбоу-Лейк был основан в 1886 году и назван в честь озера поблизости.

Элбоу-Лейк на карте округа Грант

## Географическое положение
Город расположен на западе штата Миннесота. Площадь — 4,55 км², из которых 3,58 км² — суша, а 0,97 км² — вода. Озеро Ворм (англ. Worm) находится на территории города. 
В Элбоу-Лейк расположен аэропорт Прайд-оф-Прери (англ. Pride of the Prairie Airport) (другое название — Муниципальный аэропорт Элбоу-Лейк).

## Население
| Год переписи | Нас. |  | %±     |
| ------------ | ---- |  | ------ |
| 1890         | 267  |  | —      |
| 1900         | 625  |  | 134,1% |
| 1910         | 776  |  | 24,2%  |
| 1920         | 867  |  | 11,7%  |
| 1930         | 903  |  | 4,2%   |
| 1940         | 1150 |  | 27,4%  |
| 1950         | 1398 |  | 21,6%  |
| 1960         | 1521 |  | 8,8%   |
| 1970         | 1484 |  | −2,4%  |
| 1980         | 1358 |  | −8,5%  |
| 1990         | 1186 |  | −12,7% |
| 2000         | 1275 |  | 7,5%   |
| 2010         | 1176 |  | −7,8%  |
| 2020         | 1276 |  | 8,5%   |

В 2020 году в городе проживало 1276 человек, насчитывалось 491 домашних хозяйств. Население Элбоу-Лейк по возрастному диапазону распределилось следующим образом: 25,8 % — жители младше 18 лет, 53,2 % — от 18 до 65 лет и 21,0 % — в возрасте 65 лет и старше. Медианный возраст — 40,9 лет. Расовый состав: белые — 92,3 % и представители двух и более рас — 5,8 %. Высшее образование имели 18,6 %.
В 2020 году медианный доход на домашнее хозяйство оценивался в 47 031 $, на семью — 60 417 $. 10,8 % от всей численности населения находилось на момент переписи за чертой бедности. 71,0 % работали в частных компаниях, 1,3 % — самозанятые, 8,1 % были сотрудниками частных некоммерческих организаций, 15,4 % были государственными служащими, 4,2 % были самозанятыми в собственном незарегистрированном бизнесе или домашнем хозяйстве.